# تپه چیا نوم باخی
تپه چیا نوم باخی مربوط به هزاره اول قبل از میلاد - دوره اشکانیان است و در شهرستان کوهدشت، بخش کونانی، دهستان کونانی، ۱۵۰ متری جنوبغرب روستای کت کن واقع شده و این اثر در تاریخ ۲۲ اسفند ۱۳۸۵ با شمارهٔ ثبت ۱۸۲۰۵ به‌عنوان یکی از آثار ملی ایران به ثبت رسیده است.